# Catalpa speciosa
```

```

Северна каталпа (Catalpa speciosa) декоративно је брзорастуће листопадно дрво из рода Catalpa, односно из породице Bignoniaceae. Потиче са Средњег запада Сједињених Америчких Држава у близини ушћа реке Охајо у Мисисиипи. Јако је слична врсти Catalpa bignonioides.
Епитет врсте speciosa значи „разметљив”.

## Опис таксона
Северна каталпа је листопадно дрво које у висину може да нарасте 15−30 метара, са пречником стабла до 1 метра и доста тамном плочастом кором. Само стабло је доста кратко и дебело и почиње јако да се грана већ на висини од једног метра изнад земље формирајући неправилну и до 12 метара широку крошњу. Гране су јако крхке и лако се ломе.
Листови су јако велики, срцоликог облика, зеленкасте, глатки на површини и са длачицама на наличју. Листови су дугачки од 20 до 30 цм, а широки 15−20 цм. За ову врсту је карактеристично нагло опадање лишћа већ након првих мразева. Карактеристична је и по томе што је међу последњим врстама дрвећа које олистају у пролеће.
Цветови се обично појављују током јуна и јула месеца. Цветови су бели и крупни и скупљени су у цвасти које имају облик метлице и које садрже 20−40 цветића. Унутар сваког цвета налазе се две жуте пруге и бројне црвенкасте пеге. Сваки цвет има димензије од 2,5−4 цм. Цветови су толико бројни да готово у потпуности прекривају лишће, што ову врсту чини јако декоративном. 
Плодови су 20−40 цм дуге, и 10−12 мм широке чауре у којима је двокрило, свиласто семе. Сазревају у касну јесен и обично остају на стаблу током целе зиме. Биљка се размножава семеном које је ексалбуминско, са дворежњевитим котиледонима. Клијање епигеично. У поређењу са јужном каталпом разликује се у броју цветова и величини махуне.  
- Цветс, лист и кора
- Листови и зелене махуне
- Лист и плод
- Северна каталпа у Охају
- Дрво са цветовима у месту Винемака (Невада)
- Цветови северне каталпе